# Lohn-Preis-Abkommen
Die fünf Lohn-Preis-Abkommen  (auch Preis-Lohn-Abkommen) im Österreich nach 1945 waren Versuche, mittels gesamtstaatlicher Tarifverträge Subventionen abzubauen, zu realistischen Preisrelationen zu gelangen und dabei dennoch den Preisauftrieb und die damit verknüpften Lohnkonflikte auf konsensualer Basis zu mildern.
Die Führungsschichten der großen Parteien und Interessenverbände versuchten nach 1945, das Klima der Konfrontation, das die österreichische Erste Republik gekennzeichnet hatte, zu vermeiden und die gesellschaftlichen Auseinandersetzungen in zivilisierter Form mittels Verhandlungen „am runden Tisch“ zu lösen. Dies betraf auch die Frage der Nachkriegsinflation.
Angesichts des enormen Geldüberhangs, der von der NS-Diktatur künstlich niedrig gehaltenen Verbraucherpreise und der daraus erwachsenden Schwarzmarktprobleme erschienen zur Normalisierung drei Methoden anwendbar: schockartige Preisfreigabe, eine massive administrative Reduzierung der Geldmenge und eine langsame, stufenweise Anpassung. Österreichs Wirtschaftspolitik verfolgte nach 1945 eine Kombination dieser Maßnahmen. Ein erster Währungsschnitt wurde 1945 vorgenommen, er reichte jedoch nicht aus, 1947 hatte ein weiterer zu erfolgen. Immer mehr Güter wurden zudem von der Bewirtschaftung ausgenommen und der freien Preisbildung überantwortet. In diesem Zusammenhang griff man auch zum Mittel der Preis-Lohnabkommen zur Bremsung der Inflation. Das erste der insgesamt fünf Abkommen wurde im August 1947 beschlossen, das zweite im September 1948, das dritte im Mai 1949, das vierte im September 1950 und das fünfte im Juli 1951.
Die Geldentwertung nahm in den ausgehenden 1940er Jahren ein bedeutendes Ausmaß an, was auch die Bevölkerung beunruhigte. Zwischen April und Juni 1947 stiegen beispielsweise die Lebensmittelpreise um 83 Prozent, die Verdienste hingegen stiegen nur um 20 Prozent.
Dies führte 1947 zum ersten Lohn-Preis-Abkommen. Es wurde zwischen Arbeiterkammer und ÖGB einerseits, Bundeswirtschaftskammer und Landwirtschaftskammern andererseits abgeschlossen und von der Bundesregierung gebilligt. Es sah eine Dämpfung der Lohnerhöhungen bei gleichzeitiger Garantie der Grundbedürfnisse eines Arbeitnehmerhaushaltes vor. Zugleich mussten die Preise für Agrarprodukte auf ein realistisches Niveau angehoben werden. Bis 1951 wurden vier weitere solche Abkommen zwischen den Sozialpartnern geschlossen und von der Regierung sanktioniert. Dabei ging es um die Reduzierung der Agrarsubventionen, die Erhöhung der Tarife der Versorgungsbetriebe, die Aufhebung der Kohlepreisstützungen aber auch um gleichzeitige Lohnerhöhungen.
Die Effektivität dieses wirtschaftspolitischen Instruments wurde heftig diskutiert. Im Zuge des 4. Lohn-Preis-Abkommens kam es zu den Oktoberstreiks 1950, das 5. Abkommen wird von Butschek sogar als inflationsfördernd eingeschätzt. Die Lohn-Preis-Abkommen gelten jedenfalls als wesentliche Entwicklungsstufe der österreichischen Sozialpartnerschaft.
Nicht zuletzt wegen der eher gemischten Erfahrungen mit den Lohn-Preis-Abkommen kam es 1957 zur Gründung der informeller agierenden Paritätischen Kommission für Preis- und Lohnfragen.